# Qaqortoq
Qaqortoq (amb el significat de 'blanc' en groenlandès; coneguda en danès com a Julianehåb) és una població del sud de Groenlàndia que pertany a la municipalitat de Kujalleq. Es troba al fiord Qaqortoq, a la costa del mar Labrador.
En 2013 tenia 3.229 habitants.

## Història

### Cultura Saqqaq
Els primers signes de presència de població són d'aproximadament 4.300 anys. En general, són molt nombrosos els jaciments prehistòrics de la cultura Saqqaq a Groenlàndia però al voltant de Qaqortoq la seva presència és molt escassa i només s'han trobat algunes restes de pedra tallada i ganivets de trinxar.

### Cultura Dorset
El poble Dorset va arribar a la zona de Qaqortoq fa uns 2.800 anys. Al voltant de Qaqortoq es poden trobar les restes de diverses estructures d'habitatges en forma rectangular construïdes amb torba característics de la cultura primerenca Dorset.

### Cultura vikinga
La història del sud de Groenlàndia s'inicia amb l'arribada dels vikings a finals del segle x. Les ruïnes d'Hvalsey es troben a 19 km al nord-est de Qaqortoq.
El comerç entre els vikings i el poble Thule era molt escàs. Posteriorment, els vikings del sud de Groenlàndia van adoptar el comerç amb els inuit del sud i durant un temps van ser els principals proveïdors d'ivori del nord d'Europa.
La presència dels vikings va durar gairebé cinc-cents anys. L'últim registre escrit sobre els vikings és d'un casament a l'església Hvalseyjarfjord en 1408.

### Cultura Thule
La cultura inuit de Thule va arribar al sud de Groenlàndia i a la zona Qaqortoq al voltant del segle xii i va ser contemporània dels vikings. No obstant això, hi ha poques proves que tinguessin contacte.
El poble Thule es va caracteritzar per una vida de subsistència. Hi ha poques restes d'estructures considerables d'habitatges però s'han trobat nombrosos articles.

### Era colonial fins a l'actualitat

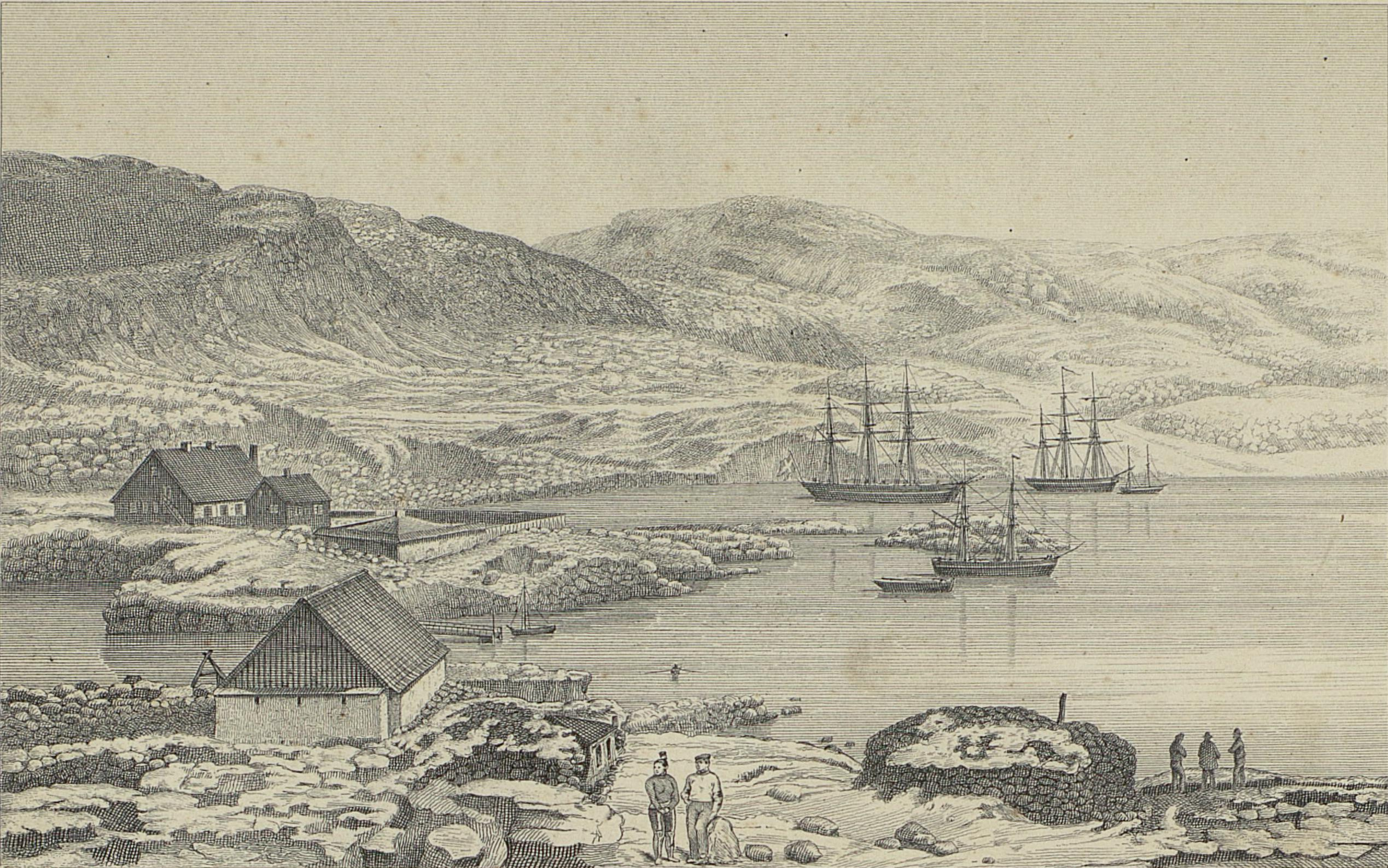
Qaqortoq (Julianehåb) en 1860

La ciutat actual va ser fundada en 1774 pel comerciant danès-noruec Anders Olsen en nom de la Det almindelige Handelskompagni (Companyia de Comerç General). Va ser batejada amb el nom de Julianehåb en honor de la reina danesa Juliana Maria, encara que de vegades apareix erròniament com «Julianshåb» o en anglès com «Juliana's Hope».
Es va convertir en un important centre pel comerç de la foca de Groenlàndia i actualment es troba la seu central de la Great Greenland Furhouse, una adoberia de pell de foca.
La ciutat va ser el centre administratiu del municipi Qaqortoq fins al 31 de desembre de 2008. A partir de l'1 de gener de 2009 es va convertir en el centre administratiu del municipi Kujalleq, quan els municipis de Qaqortoq, Narsaq, i Nanortalik van deixar d'existir com a entitats administratives.

## Població
Amb 3.229 habitants en 2013, Qaqortoq és la ciutat més gran en el municipi Kujalleq.

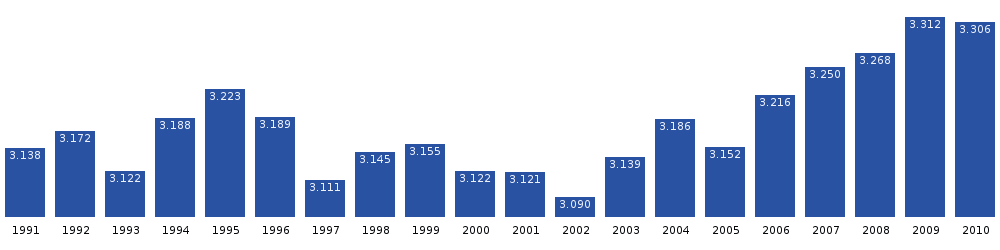
Evolució demogràfica de Qaqortoq

No hi ha un desequilibri de gènere entre els groenlandesos nadius de Qaqortoq. L'única desigualtat de gènere és dels habitants nascuts fora de Groenlàndia, amb 3 dones per cada 5 homes.
A partir de 2011, el 10% dels habitants de la ciutat han nascut fora de Groenlàndia, molt menys del 20% de 1991 però més del mínim del 9% de 2001.

## Comunicacions

### Transport aeri
Qaqortoq té un heliport (IATA: JJV; ICAO:BGJN) amb una pista asfaltada de 30 metres.

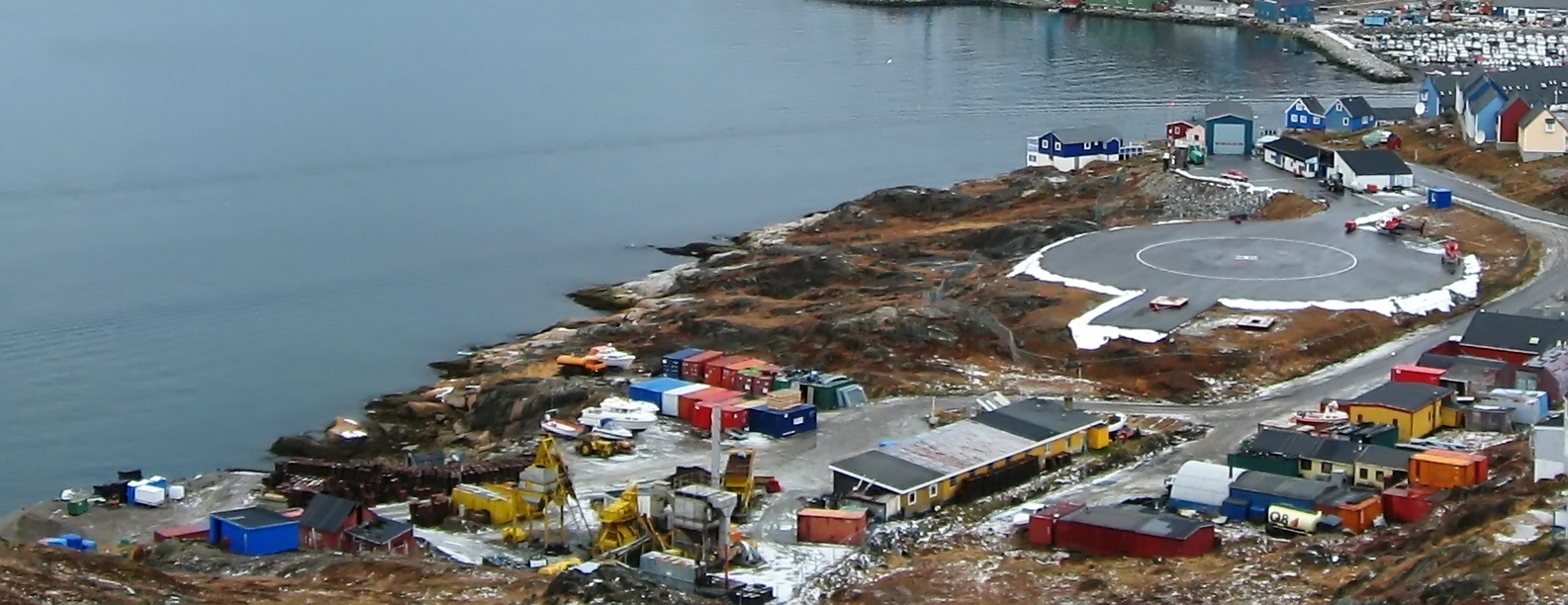
Heliport de Qaqortoq (2008)

L'heliport de Qaqortoq opera durant tot l'any, i uneix directament Qaqortoq amb aeroport de Narsarsuaq (59 km) i, de manera indirecta, amb la resta de Groenlàndia i Europa.
Hi ha avaluacions de factibilitat per a la construcció d'una pista d'aterratge per a avions d'ala fixa. El tema va ser debatut prèviament en 2007, quan els demòcrates es van oposar a una proposta de Siumut de construir pistes d'aterratge a Groenlàndia, citant preocupacions ecològiques i mediambientals. A diferència dels debats anteriors, actualment els demòcrates estan pressionant per a la construcció d'una pista de 1799 m que permetria els vols de passatgers amb Europa continental. Una pista més curta de 1199 m recolzada per Siumut i per Air Greenland, permetria vols a Islàndia i a l'est del Canadà. El cost del trasllat de l'aeroport de Narsarsuaq a Qaqortoq s'estima en un cost de 120.7M€. Actualment, l'aeroport de Narsarsuaq dona feina directa i indirectament a 140 persones i, per tant, el consell regional s'oposa als plans, citant preocupacions d'ocupació si l'aeroport es tanca.

### Transport marítim
Qaqortoq té un port que durant la temporada d'estiu fa escala els vaixells costaners de l'Arctic Umiaq Line. L'autoritat portuària de Qaqortoq és la Royal Arctic Line. Amb una profunditat de canal de 50 metres, el port té capacitat per a vaixells de fins a 500 metres de longitud.

### Transport terrestre
Com és el cas de tots els llocs poblats a Groenlàndia, Qaqortoq no està connectat a cap altre lloc a través de carreteres. Camins de grava condueixen al nord i a l'oest de la ciutat, però per a qualsevol transport motoritzat calen vehicles tot terreny. Durant l'hivern, les motos de neu es converteixen en el transport elegit.

## Clima
Qaqortoq té un clima polar influït pel mar. La punta sud de Groenlàndia no té el sòl glaçat (permagel). El clima predominant és l'anomenat clima de tundra. La classificació climàtica de Köppen és ET. La temperatura mitjana anual a Qaqortoq és d'1,2 °C. i la precipitació és de 851 mm a l'any.

## Activitats en Qaqortoq

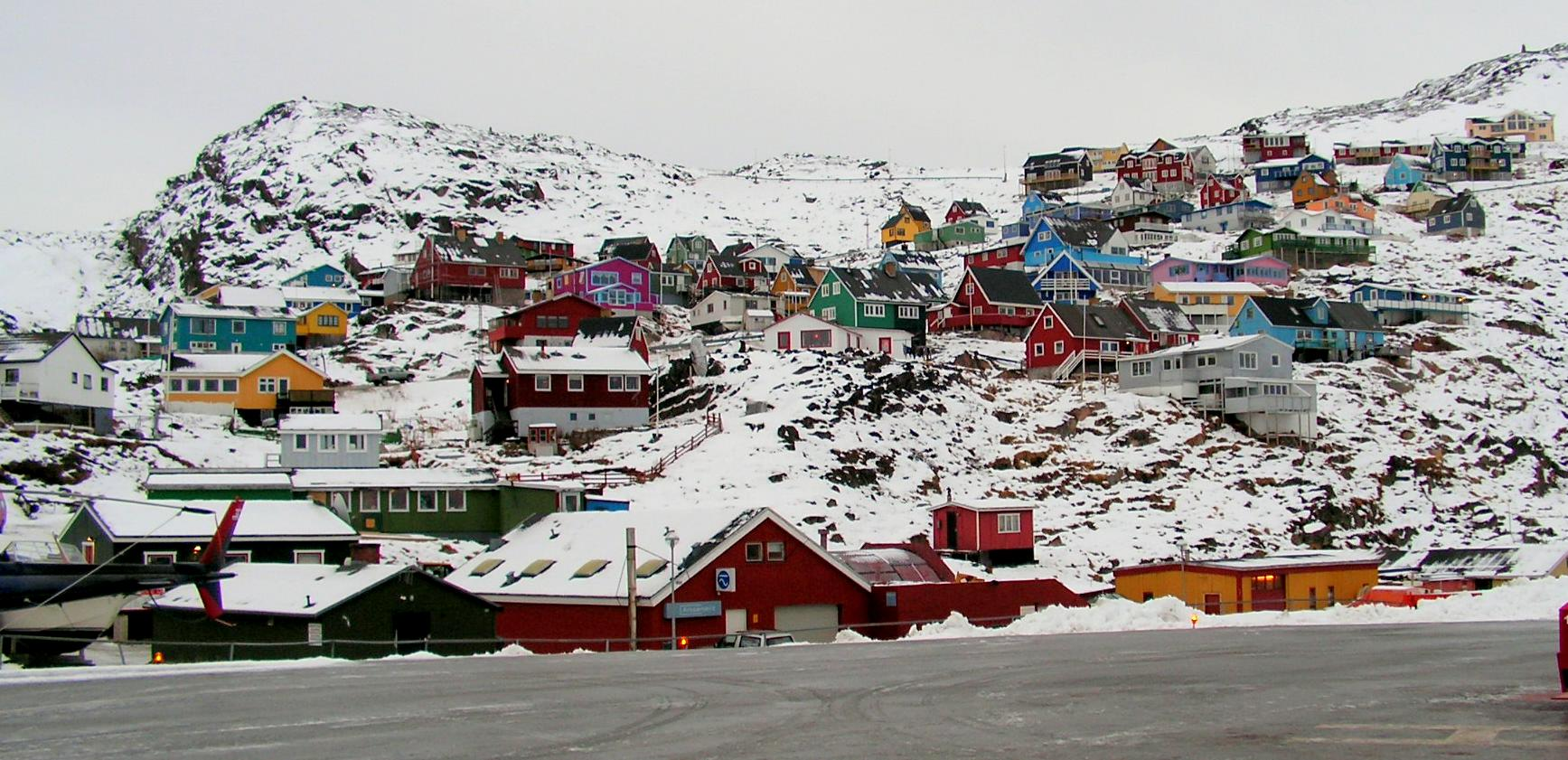
Qaqortoq a l'hivern

Les activitats més importants són la pesca i processament de gambes, la producció de pells, i la reparació i manteniment de vaixells, però l'economia es basa principalment en els serveis educatius i administratius. Qaqortoq té un port i una estació de serveis.
L'economia nativa de subsistència va ser durant molt de temps preservada pel monopoli de la Royal Greenland Trading Department (Reial Departament de Comerç de Groenlàndia), que utilitzava la ciutat com a base per a la cacera de foques.
La Great Greenland Furhouse és l'única pelleteria a Groenlàndia i el principal comprador de pell de foca a l'illa, i segueix sent un dels principals ocupadors de la ciutat. Igual que la resta de Groenlàndia, Qaqortoq depèn principalment de la inversió de Dinamarca; de totes les exportacions produïdes en Qaqortoq, el 70,1% estan destinades al mercat danès.

### Treball
Igual que amb la resta de Groenlàndia, la desocupació al sud de Groenlàndia (i per tant de Qaqortoq) segueix sent alta. El 2010, la desocupació era del 10,4%, un increment superior a l'1,2% des de l'any 2009.

### Energia
Tota l'electricitat de Qaqortoq és subministrat per l'empresa estatal Nukissiorfiit. Des de 2007, Qaqortoq obté la seva energia elèctrica principalment de la Qorlortorsuaq Dam (presa de Qorlortorsuaq) a través d'uns 70 quilòmetres de línia elèctrica de 70 kV. Anteriorment l'electricitat de la ciutat era subministrada per mitjà dels anomenats «bunkers de combustible per a generadors», tres vaixells diesel convertits en generadors d'electricitat.

### Educació
Qaqortoq és el principal centre de l'educació en el sud de Groenlàndia i té una Primary school, una Middle school i una High school. També té una Folk high school (escola secundària popular) que va començar com l'escola de treballadors (Sulisartut Højskoliat) en 1977, una escola de comerç i una escola professional bàsica.

### Salut
El Napparsimavik Qaqortoq Sygehus és el principal hospital al sud de Groenlàndia. Actualment té una plantilla de 59 persones i 18 llits. Els tres llogarets del municipi de Qaqortoq (Eqalugaarsuit, Saarloq i Qassimiut) també pertanyen al districte sanitari de l'hospital Napparsimavik. Els pobles són visitats per mar i amb un helicòpter mèdic en cas d'emergències.

### Turisme

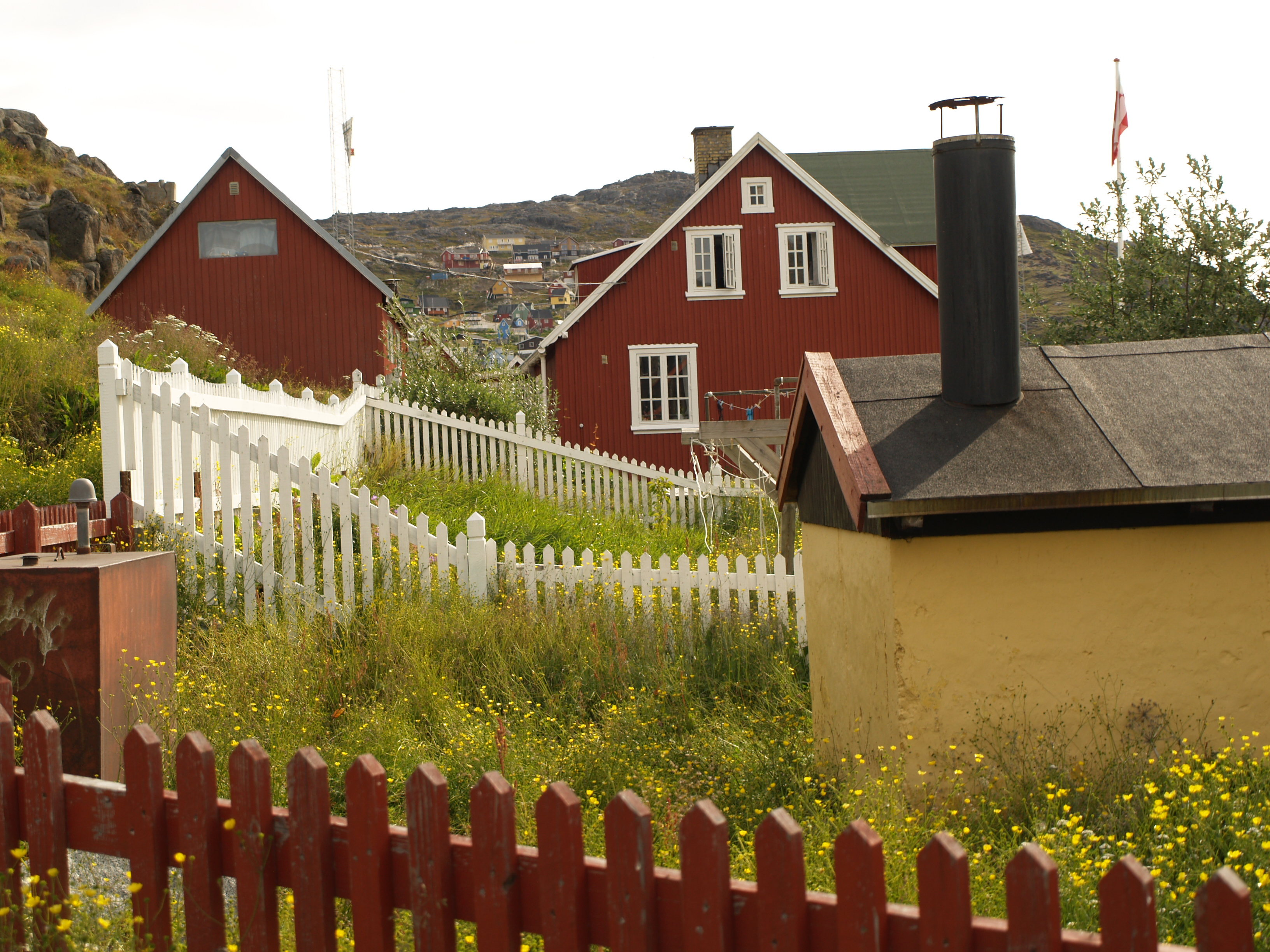
Qaqortoq a l'estiu

El turisme és un important contribuent a l'economia de la ciutat. El Greenland Sagalands és l'operador turístic i l'oficina de turisme de Qaqortoq. Al voltant de dos terços de tots els turistes (el 65,5%) són de Dinamarca. Hi ha diverses instal·lacions que ofereixen allotjament, incloent el Qaqortoq Hostel (conegut també com a Siniffik Inn).
El Qaqortoq Museum ofereix serveis en anglès, danès i groenlandès. La pelleteria Great Greenland és també una atracció turística popular.
Als turistes se'ls ofereix activitats tot l'any, com rutes amb caiac, caminades guiades, observació de balenes, esquí de fons, i navegació amb canoes. En els últims anys, Qaqortoq ha experimentat una disminució dels ingressos de turisme, amb una mitjana de 1.700 turistes allotjats anualment a la ciutat durant la nit. La família reial danesa va visitar la ciutat com a part d'una gira oficial de Groenlàndia a l'estiu de 2014.

## Monuments històrics

### Edificis històrics
L'edifici que ara alberga el Qaqortoq museum era originalment una botiga del ferrer de la ciutat. La casa va ser construïda en pedra de color groc i es remunta a 1804.
L'edifici més antic de l'històric port colonial i, per tant, de tot Qaqortoq, és un edifici d'arxius de color negre enquitranat de 1797. L'edifici va ser dissenyat per l'arquitecte danès Kirkerup, prefabricat a Dinamarca i enviat en peces a Qaqortoq on es va a tornar a muntar.

### Stone & Man
Entre 1993 i 1994 l'artista de Qaqortoq Aka Hoegh va presidir el projecte Stone & Man (en anglès: Pedra i Home), dissenyat per a transformar la ciutat en una galeria d'art a l'aire lliure. Divuit artistes de Finlàndia, Suècia, Noruega, Islàndia i Groenlàndia van tallar 24 escultures a les roques i còdols en la ciutat. Avui en dia hi ha més de 40 escultures a la ciutat i totes formen part de l'exposició Stone & Man.

### La font
A la ciutat hi ha la font més antiga de Groenlàndia, Mindebrønden (en danès: font commemorativa), acabada en 1932. Era l'única font al país abans que es construís una altra en Sisimiut. És una atracció turística, ja que la font representa balenes escopint aigua pels seus espiracles.

## Agermanaments
- Aarhus, Dinamarca.